# 석송과
석송과는 석송강 석송목의 생물군이다.

## 생식
양치식물 석송류의 무설류(無舌類)에 속하는 석송속의 전엽체도 오피오글로섬목의 것과 마찬가지로 땅 속에 생겨 공생균이 만든 영양분으로 자란다. 이들의 포자에는 포자낭에서 나온 후 수일 만에 발아하는 것과 3-8년 후 발아하는 것이 있는데, 이 중 수년 후에 발아하는 포자는 땅 속에 묻히게 된다. 따라서, 전엽체는 땅 속에 생긴다. 한편, 포자가 발아한 후 4-5세포기에는 내생균이 침입하여 공생하기 시작한다. 전엽체에 생식 기관이 생기기까지는 8개월에서 6년이나 걸리며 긴 것은 15년이 걸린다고 한다. 이 때 만들어지는 생식 기관 중 자성 생식 기관은 장란기, 웅성 생식 기관은 장정기라고 한다. 접합자는 처음에 가로(장란기의 축과 직각 방향)로 분열하고 위 절반부는 이후에 분열하지 않으며, 세포가 증대하여 배자루가 된다. 이 때 아랫부분 세포가 배의 본체가 되어 고사리류의 배처럼 세로(장란기의 축 방향)로 2회, 가로로 1회 분열해서 8세포기가 된다. 이 중 위(배자루에 가까운 쪽)의 4세포기에서는 몇 개의 큰 세포로 된 발이, 아래쪽의 4세포기에서는 많은 수의 작은 세포로 이루어진 줄기가 분화된다. 이것은 내향배이며, 줄기가 뻗고 생장점이 분명하게 분화하고서부터 잎이 생긴다. 이와 같이, 잎과 줄기의 분화 시기는 고사리류와 정반대이다.

## 하위 속
2016년 양치식물 계통연구 그룹(Pteridophyte Phylogeny Group)은 3개 아과에 16개 속으로 분류한다.
- 물석송아과 (Lycopodielloideae) Wagner & Beitel 1992 ex Øllgaard
  - Lateristachys Holub
  - 물석송속 (Lycopodiella) Holub
  - Palhinhaea Franco & Vasconcellos nom. cons.
  - Pseudolycopodiella Holub
- 석송아과 (Lycopodioideae) Eaton sensu Wagner & Beitel ex Øllgaard
  - Austrolycopodium Holub
  - Dendrolycopodium Haines
  - 산석송속 (Diphasiastrum) Holub
  - Diphasium Presl ex Rothmaler
  - Lycopodiastrum Holub ex Dixit
  - 석송속 (Lycopodium)  Linnaeus
  - Pseudodiphasium Holub
  - Pseudolycopodium Holub
  - Spinulum Haines
- 뱀톱아과 (Huperzioideae) Rothmaler sensu Wagner & Beitel ex Øllgaard
  - 뱀톱속 (Huperzia) Bernhardi
  - Phlegmariurus Holub
  - Phylloglossum Kunze